# 喬杜里·穆罕默德·薩爾瓦
喬杜里·穆罕默德·薩爾瓦（英語：Chaudhry Mohammad Sarwar，1952年8月18日—），是一名巴基斯坦政治人物。他曾經两次擔任巴基斯坦旁遮普省的總督（Governor of Punjab）。他曾經是巴基斯坦议员，也在1997年至2010年期间担任代表英国苏格兰格拉斯哥的国会议员。
薩爾瓦出生于巴基斯坦，在1976年移民到格拉斯哥并开店。他的儿子安納斯·薩爾瓦也是一名议员。薩爾瓦是英国首位穆斯林国会议员。他在2013年放弃英国国籍成为巴基斯坦穆斯林联盟（谢里夫派）内阁的旁遮普總督。2015年，薩爾瓦因政见分歧而加入巴基斯坦正義運動党，再度在2018年成为旁遮普總督。